# Bastingage
Le bastingage désigne le parapet autour du pont d'un bateau,.

## Description
Sur les navires à voile, le bastingage est en fait une muraille en bois ou en fer autour du pont supérieur couronnée par un caisson cloisonné où l'on place les hamacs de l'équipage recouverts par une toile peinte pour les protéger de la pluie et de l'humidité. 
Par extension, ce terme désigne les garde-corps ou les lisses de pavois.

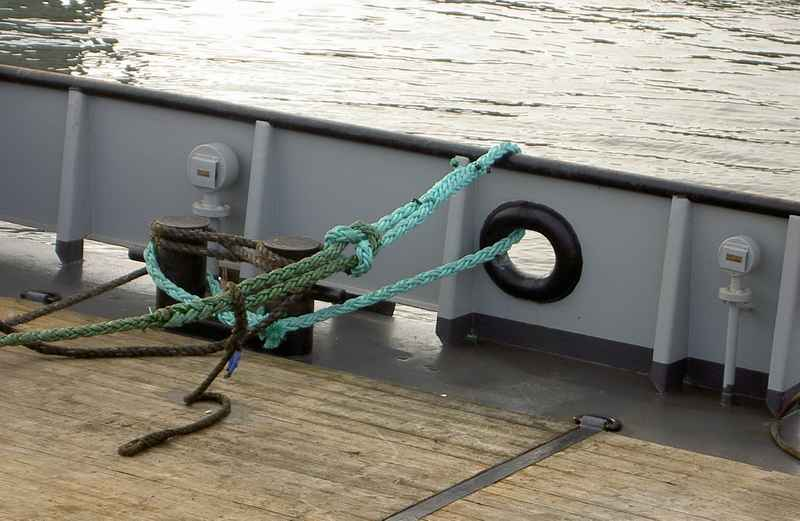
Bastingage d'un remorqueur à Cuxhaven
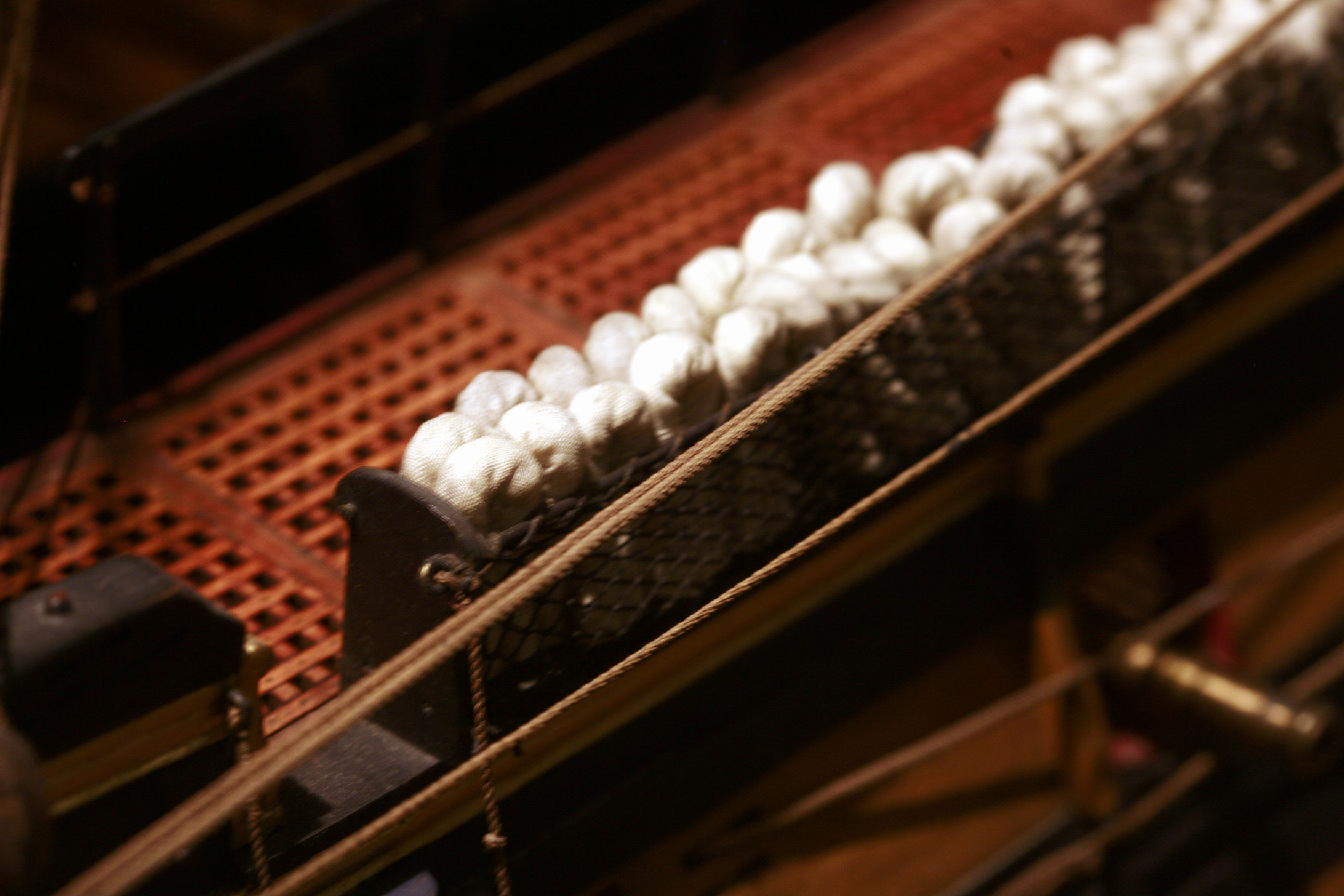
Hamacs en position de combat sur la maquette dite du Protecteur exposée au Musée de la Marine de Paris